# Muderpolz
Muderpolz (mundartlich: Muədərbolts) ist ein Gemeindeteil der Gemeinde Ofterschwang im bayerisch-schwäbischen Landkreis Oberallgäu.

## Geographie
Das Dorf liegt circa einen Kilometer südöstlich des Hauptorts Ofterschwang.

## Ortsname
Der Ortsname stammt vom Personennamen Uodelbolt und bedeutet Ansiedlung des Uodelbolt. Das vorangestellte M stammt von einer Agglutination mit dem vorangestellten Artikel zem. Diese Form trat ab dem 16. Jahrhundert auf.

## Geschichte
Muderpolz wurde erstmals urkundlich im Jahr 1451 als zem Oderboltz erwähnt als zwölf rotenfelsische Eigenleute gezählt wurden, darunter Hainz Farr vom Uderbolt. Ab dem 16. Jahrhundert kam die Bezeichnung Muderbolz auf.